# تشارلز والاس
تشارلز والاس (24 نوفمبر 1884 بكلكتا في الهند - 5 سبتمبر 1946 في المملكة المتحدة) (بالإنجليزية: Charles Wallace)‏ هو لاعب كريكت بريطاني وبريطاني (وحمل سابقاً جنسية المملكة المتحدة لبريطانيا العظمى وأيرلندا). لعب مع نادي مقاطعة ورسسترشاير للكريكيت ‏.

## وصلات خارجية
- تشارلز والاس على موقع إي آس بي آن كريك إنفو (الإنجليزية)